# دخیل مراغه‌ای
آخوند ملاحسین مراغه‌ای متخلص به دخیل از شاعران سدهٔ سیزدهم هجری بوده و ادبیات نوحهٔ ترکی را به حالتی مدون و نظام‌مند درآورده‌است. وی یک مقتل شش جلدی به‌صورت نظم و نثر نوشته و به شاعر مقتل‌نویس معروف است. این مجموعه مشتمل بر وقایع کربلا بوده و به زبان ترکی آذربایجانی در شش جلد مکرر در تبریز چاپ شده‌است.